# Mättnad (organisk kemi)
Inom organisk kemi är en förenings mättnad ett mått på hur många dubbel- och trippelbindningar föreningen innehåller. En mättad förening har enbart enkelbindningar. I en omättad förening finns det minst en dubbel- eller trippelbindning. Uttrycket bottnar i att en omättad förening kan tillföras t.ex. väteatomer vid dubbel- och trippelbindningar genom hydrogenering, medan en mättad förening är mättad på väte.

## Nomenklatur
Mättade kolväten är alkaner och namnges med an i slutet, t.ex. metan, etan, propan, o.s.v. Omättade kolväten kallas alkener (med dubbelbindningar) och alkyner (med trippelbindningar). Ett kolväte vars molekyler innehåller två dubbelbindningar kallas en dien.

## Mättade fettsyror
Mättnad används ofta när man karakteriserar fettsyror med avseende bland annat på deras värde som näring och påverkan på hälsan. En mättad fettsyra har inga kol–koldubbelbindningar, men har däremot en dubbelbindning i sin karboxylgrupp. Enkelomättade fettsyror har en dubbelbindning i sin kolkedja, medan fleromättade har flera. 

## Reaktivitet
Omättade ämnen vill helst bara ha enkelbildningar och reagerar därför lätt med andra ämnen. De plockar till sig atomer från det andra ämnet när de gör det ersätts dubbel- eller trippelbindningarna med enkelbindningar till de nya atomerna. (blir mättade).